# Bob van Asperen
Bob van Asperen (* 8. Oktober 1947 in Amsterdam) ist ein niederländischer Cembalist, Organist und Dirigent.

## Leben
Nach seinem Studium am Konservatorium in Amsterdam bei Gustav Leonhardt begann Bob van Asperen seine internationale Konzertlaufbahn. Er war Mitglied der Ensembles „Quadro Hotteterre“ und La Petite Bande sowie Gründer des Ensembles „Melante 81“. Nach seinem Studium unterrichtete van Asperen am Konservatorium von Den Haag. 1967 spielte er den Komponisten Johann Elias Bach in Jean-Marie Straubs Spielfilm Chronik der Anna Magdalena Bach. 1988 wurde er in Nachfolge von Gustav Leonhardt Dozent für Cembalo und Generalbass am Sweelinck-Konservatorium in Amsterdam.
Bob van Asperen rekonstruierte Werke von Johann Sebastian Bach und der holländischen Komponisten Sybrandus van Noord, Cornelius Thymenszoon Padbrué und Jan Pieterszoon Sweelinck. Als Solist spielte er mehr als 60 CDs ein, darunter das das Gesamtwerk von Antonio Soler und Johann Jakob Froberger sowie die gedruckten Werke für Tasteninstrumente von Carl Philipp Emanuel Bach und Sweelinck sowie zahlreiche Cembalowerke von Johann Sebastian Bach.
Zu seinen Schülern zählen Pieter-Jan Belder, Léon Berben sowie Bernhard Klapprott.